# Anna Pfeffer
Pour les articles homonymes, voir Pfeffer.
Anna Pfeffer (née le 31 août 1945 à Kaposvár) est une kayakiste hongroise qui a concouru de la fin des années 1960 à la fin des années 1970. Participant à trois éditions des Jeux olympiques, elle y remporte trois médailles (deux médailles d'argent et une médaille de bronze).
Aux Championnats du monde, elle remporte quatre médailles.

## Palmarès

### Jeux olympiques
- Jeux olympiques de 1968 à Mexico,  Mexique
  -  Médaille d'argent en K-2 500 m
- Jeux olympiques de 1972 à Munich,  Allemagne
  -  Médaille de bronze en K-1 500 m
- Jeux olympiques de 1976  à Montréal,  Canada
  -  Médaille d'argent en K-2 500 m

### Championnats du monde
- Championnats du monde de course en ligne de canoë-kayak de 1966 à Berlin-Est :
  -  Médaille de bronze en K-2 500 m

- Championnats du monde de course en ligne de canoë-kayak de 1971 à Belgrade :
  -  Médaille d'or en K-2 500 m

- Championnats du monde de course en ligne de canoë-kayak de 1973 à Tampere :
  -  Médaille d'argent en K-4 500 m
  -  Médaille de bronze en K-2 500 m